# Tomasz Uliński
Tomasz (Aleksander Tomasz) Uliński herbu Dołęga (zm. w 1662 roku) – podstoli kamieniecki w latach 1648–1661, starosta chełmski w 1653 roku, rotmistrz chorągwi pancernej i członek konfederacji tyszowieckiej 1655 roku.